# Massuka Živojinović
 (février 2018).
Si vous disposez d'ouvrages ou d'articles de référence ou si vous connaissez des sites web de qualité traitant du thème abordé ici, merci de compléter l'article en donnant les références utiles à sa vérifiabilité et en les liant à la section « Notes et références ».
Velimir Živojinović Massuka  (en serbe cyrillique : Велимир Живојиновић Massuka), né le 3 décembre 1886 et mort le 24 août 1974 a été un poète, dramaturge, narrateur, critique littéraire et traducteur Serbe. La plupart de ses activités ont été consacrées au théâtre. Il a été directeur dans les théâtres de Belgrade, Skopje et Niš.
Le théâtre amateur de sa ville natale, Velika Plana, porte son nom ("Massuka", en serbe cyrillique : "Масука"), tant qu'une rue dans le quartier de la ville Đurakovac. Une ruelle dans la ville adjointe Smederevska Palanka porte son nom aussi.